# Euophrys larvata
Euophrys larvata är en spindelart som beskrevs av Lodovico di Caporiacco 1935. Euophrys larvata ingår i släktet Euophrys och familjen hoppspindlar. Inga underarter finns listade i Catalogue of Life.